# Ophion wuestneii
Ophion wuestneii är en stekelart som beskrevs av Joseph Kriechbaumer 1892. Ophion wuestneii ingår i släktet Ophion och familjen brokparasitsteklar. Inga underarter finns listade i Catalogue of Life.